# Esther Fernández
María Esther Fernández González (Mascota, Jalisco, 23 d'agost de 1915-Ciutat de Mèxic, 21 d'octubre de 1999), coneguda com a Esther Fernández, va ser una actriu mexicana. El seu treball més important el va realitzar en la pel·lícula Allá en el Rancho Grande (1936), la qual es va convertir en la primera cinta a representar a Mèxic internacionalment.

## Biografia i carrera
María Esther Fernández González va néixer el 23 d'agost de 1915 a Mascota, Jalisco, Mèxic.
Va començar la seva carrera al cinema com a extra a Profanación (Chano Urueta, 1933). També va participar en les pel·lícules Corazones de derrota, Más allá de la muerte' i' La mujer del puerto, protagonitzada per Andrea Palma, entre d'altres. Miguel Zacarías li dona el seu primer paper protagonista a la cinta d’ horror El baúl macabro (1936), però el seu primer paper important va ser a Allá en el Rancho Grande.
El rostre expressiu i juvenil d'Esther Fernández, juntament amb la seva figura prima i alta, va quedar retratat en el record dels seus espectadors. Va tenir una especial sensibilitat per a infondre tendresa en els seus personatges i va ser el prototip de la dona que sofreix i suporta els rigors del melodrama.
Gràcies a l'èxit d’Allá en el Rancho Grande va ser contractada per la Paramount Pictures, que també va contractar Tito Guízar. Paramount li va posar mestres d'anglès, drama, cant i ball, però mai la va llançar com a estrella. Per això en 1943, Esther Fernández va acceptar l'oferta de tornar a Mèxic per a protagonitzar Santa, una història que ja s'havia filmat dues vegades, durant l'època del cinema mut i com la primera pel·lícula mexicana amb so òptic. Norman Foster va arribar des de Hollywood per a dirigir la tercera versió, amb José Cibrián i un jove Ricardo Montalbán en els principals papers masculins. En 1944, el director John Farrow va veure les proves que la van fer en Paramount i la va triar per a la cinta Two Years Before the Mast, al costat de Alan Ladd. Va realitzar una prova per a la pel·lícula For Whom the Bell Tolls. Tanmateix, Ingrid Bergman va obtenir el paper.

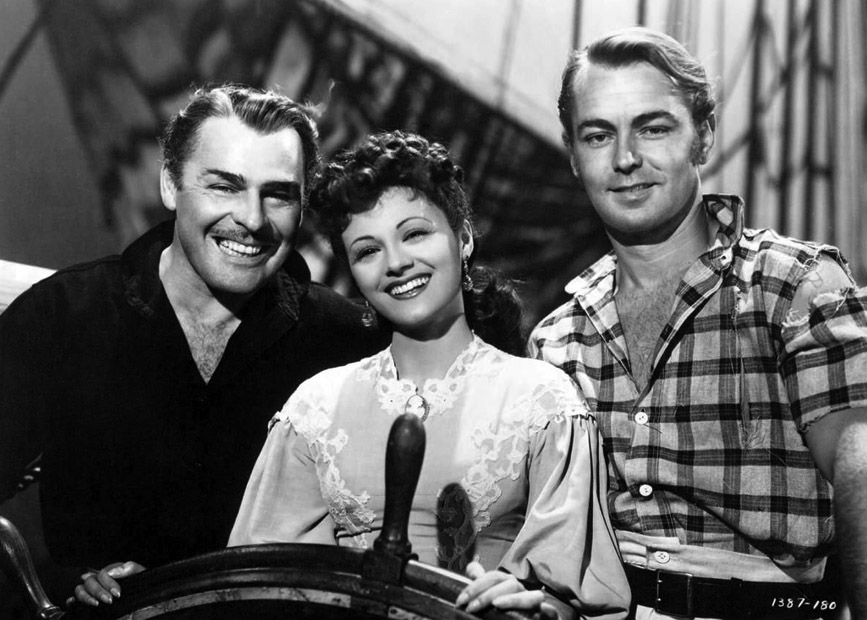
Fernández al costat de Brian Donlevy i Alan Ladd, a Two Years Before the Mast (1946).

De tornada a Mèxic, Esther Fernández va protagonitzar diverses pel·lícules entre les quals destaquen el melodrama Flor de durazno (Miguel Zacarías, 1945), amb el primer actor Fernando Soler i el galà David Silva, per la qual va ser nominada a l'Ariel de millor actriu, la comèdia romàntica Su última aventura (Gilberto Martínez Solares, 1946), fent parella amb Arturo de Córdova, i Doña Perfecta (Alejandro Galindo, 1951), una aclamada adaptació de la novel·la de Benito Pérez Galdós on va compartir crèdits amb Dolores del Río i Carlos Novarro.
En 1957, després d'una llarga batalla de dos anys amb l'hepatitis, Esther Fernández es va retirar del cinema. Ella va dir que aquest «va retirar» en realitat era obligatori, perquè els productors estaven ocupats amb la introducció d'actrius més joves. Als 37 anys, l'actriu va considerar que la seva edat era el principal factor d'aquest descens. Esther va començar a pintar ceràmica, un passatemps que es va convertir en negoci. De tant en tant, ella va aparèixer en la televisió fent petits papers en telenovel·les.
En 1988 va participar en la telenovel·la Simplemente María. La seva última actuació rellevant al cinema va ser una participació curta en la cinta Los años de Greta, el 1992.

## Vida personal
Fernández va començar una relació amorosa amb l'actor Pedro Armendáriz després de conèixer-lo durant el rodatge de la pel·lícula Mi candidato de 1937. Tots dos es trobaven en l'inici de les seves respectives carreres i van filmar una altra cinta junts titulada La Adelita de 1938, producció durant la qual es van barallar i van acabar el seu romanç. Ella va decidir acabar-ho a causa del fort caràcter que tenia, perquè se la passava barallant amb tots i temia que anés a danyar-la en algun moment. Addicionalment, va arribar a comentar que ell sí s'havia pres molt de debò l'enamoriscament, perquè en una ocasió mentre filmaven li va proposar matrimoni i va preparar unes noces pel civil. Ella va acceptar de broma i quan Armendáriz la va portar per a concretar la unió, Fernández va sortir corrent, encara que malgrat això, van decidir acabar com a amics.
A Hollywood va conèixer a Francis Alstock, agent de la Divisió de Cinema de l'Oficina del Coordinador d'Assumptes Interamericans (CIAA). Ell es va enamorar de l'actriu i li va pregar que es casés amb ell.
Algun temps després Antonio Badú, actor i cantant, va tenir la sort de guanyar-se el cor d'Esther Fernández. La parella romàntica va compartir l'escenari en diverses pel·lícules: La mujer que quiere a dos, Cantaclaro, Ramona, Ahí vienen los Mendoza, Las mañanitas, Solo Veracruz es bello etcètera.
No obstant això, van passar molt poc temps junts després del seu matrimoni en 1949. Badú i Fernández es van separar però no es van divorciar sinó fins a any i mig després.

## Mort
Pas els seus últims anys vivint a la «Casa del Actor» de l'Asociación Nacional de Actores (ANDA), on a més se li donaven cures especials a causa de problemes cardíacs que patia. El 21 d'octubre de 1999, Fernández va morir als 84 anys d'edat a Ciutat de Mèxic a causa d'un infart pulmonar. Fue sepultada al día siguiente en el Panteón Jardín.

## Filmografia

### Pel·lícules
- Reclusorio I (1995)
- Los años de Greta (1992)
- Cada hijo una cruz (1957)
- Los hijos de Rancho Grande (1956)
- La calle de los amores (1954)
- Reportaje (1953)
- Genio y figura (1952)
- El lunar de la familia (1952)
- Doña Perfecta (1950)
- Flor de sangre (1951)
- Surcos de sangre (1950) .... Isabel
- Hipólito, el de Santa (1950) .... Esperanza
- Vuelve Pancho Villa (1950) .... Teresa Mota
- Cuatro vidas (1949)
- Prisión de sueños (1949)
- Hipólito el de Santa (1949)
- Sólo Veracruz es bello (1948)
- Las mañanitas (1948)
- Tuya para siempre (1948) ... Carmen
- Ahí vienen los Mendoza (1948)
- La carne manda (1947)
- Two Years Before the Mast (1946)
- Extraña cita (1946)
- Su última aventura (1946)
- Ramona (1946)
- Flor de durazno (1945)
- La fuga (1943)
- Santa (1943)
- Allá en el trópico (1940)
- Los de abajo (1939)
- Luces de barriada (1939)
- luz en mi camino (1938)
- Hombres de mar (1938)
- Tierra brava (1938)
- Mi candidato (1937)
- La Adelita (1937)
- Ojos tapatíos (1937)
- Allá en el Rancho Grande (1936)
- Judas (1936)
- El baúl macabro (1936)
- Más allá de la muerte (1935)
- Rosario (1935)
- La familia Dressel (1935)
- Humanidad (1934)
- Corazón bandolero (1934)
- Chucho el Roto (1934)
- La mujer del puerto (1933)
- Corazones en derrota
- Profanación (1933)

### Telenovel·les
- Simplemente María (1989)